# Andrés Bello
Andrés Bello (född Caracas, Venezuela, 29 november, 1781 – död Santiago, Chile, 15 oktober, 1865) var en humanist, poet, lagstiftare, filosof, utbildare och filolog från Venezuela. Hans verk utgör en viktig del av den Iberoamerikanska kulturen och det mest kända är dikten Silva från 1826. Han påminner stilmässigt om Victor Hugo.
Bellos porträtt finns på sedlarna 2 000 bolivar i Venezuela och 20 000 peso i Chile.

## Eftermäle
Nedslagskratern Bello på planeten Merkurius och asteroiden 2282 Andrés Bello är uppkallade efter honom.